# Grinna fyr
Grinna fyr ist ein Leuchtturm an der norwegischen Küste in der Kommune Nærøysund in Trøndelag. Der Leuchtturm wurde 1904 errichtet und hat eine Reichweite von 14,7 Seemeilen. 1977 wurde der Leuchtturm auf automatischen Betrieb umgestellt.